# مالكوم وماري (مسلسل)
مالكوم وماري (بالإنجليزية: Malcolm & Marie)‏ هو فيلم تلفزيوني درامي رومانسي أمريكي تأليف وإخراج سام ليفينسون لصالح نتفليكس .
كان المشروع أول فيلم في هوليوود يتم كتابته وتمويله وإنتاجه بالكامل خلال وباءكوفيد 19، حيث تم التصوير في السر في يونيو ويوليو 2020. 

## قصة
يعود صانع أفلام وحبيبته إلى المنزل بعد العرض الأوّل لفيلمه، فتدفعهما توتّرات مشتعلة واكتشافات مؤلمة إلى إعادة النظر في علاقتهما العاطفية. 

## طاقم التمثيل
- زيندايا بدور ماري جونز
- جون ديفيد واشنطن في دور مالكولم إليوت

## روابط خارجية
لم يتم العثور على روابط لمواقع التواصل الاجتماعي.